# Bomaanslag in Bagdad op 19 augustus 2009
De bomaanslag in Bagdad op 19 augustus 2009 hoort thuis in de reeks van bomaanslagen in Bagdad, die tijdens de Irakoorlog werden gepleegd. 
De aanval bestond uit drie gecoördineerde autobommen en een aantal mortieren in de Iraakse hoofdstad Bagdad. De explosieven gingen tegelijkertijd af in de hoofdstad om ongeveer 10:45 in de ochtend, waarbij ten minste 101 doden en minstens 565 gewonden vielen. De bombardementen waren gericht op zowel de overheid als op particuliere gebouwen.